# Aulus Verginius Tricostus Caeliomontanus (consul en -494)
Pour les articles homonymes, voir Verginius Tricostus.
Aulus Verginius Tricostus Caeliomontanus est un homme politique de la République romaine, consul en 494 av. J.-C.

## Famille
Il est membre des Verginii Tricosti, branche de la gens patricienne des Verginii. Fils d'un Aulus Verginius Tricostus Caeliomontanus, il est probablement le frère de Titus Verginius Tricostus Caeliomontanus, consul en 496 av. J.-C. Il est le père d'Aulus Verginius Tricostus Caeliomontanus, consul en 469 av. J.-C., et de Spurius Verginius Tricostus Caeliomontanus, consul en 456 av. J.-C.

## Biographie
Il est consul en 494 av. J.-C. avec Titus Veturius Geminus Cicurinus. Durant leur mandat, ils doivent faire face au mécontentement de la plèbe. Les créanciers ont droit d'enchaîner leurs débiteurs, et le peuple, écrasé de dettes, veut lutter contre cette situation. Les ennemis de Rome, attentifs aux différends internes, menacent la République, mais le peuple refuse de se mobiliser, d'autant plus qu'un des consuls de l'année passée, Appius Claudius Sabinus Inregillensis, a aggravé la situation déjà très tendue.
Le Sénat ordonne aux deux consuls élus de prendre leur responsabilité et d'effectuer la mobilisation, mais le peuple refuse toujours d'écouter l'autorité consulaire et les deux magistrats sont conspués par le Sénat et les patriciens. Ces derniers tentent de forcer les citoyens à se mobiliser mais la foule en colère les maltraite.
Devant cette situation, le Sénat et les consuls nomment un dictateur parmi les hommes politiques les plus populaires, Manius Valerius Volusus Maximus, pour tenter de ramener la concorde à Rome et de mobiliser les troupes. Celui-ci promet d'interdire de saisir un débiteur tant qu'il est sous les armes, à l'image de ce que proposait déjà Publius Servilius Priscus Structus, consul l'année précédente. Une fois l'armée mobilisée, le dictateur mène ses troupes contre la coalition ennemie. Volusus entre en campagne contre les Sabins, le consul Geminus affronte les Èques et Tricostus les Volsques. Les Romains emportent la victoire sur les trois fronts, la ville volsque de Velitrae est conquise et une colonie romaine y est implantée.
Le dictateur souhaite améliorer le sort des débiteurs, mais le Sénat s'oppose à lui. En conséquence, il abdique de sa magistrature, sous les éloges de la population. Peu de temps après, toujours en 494 av. J.-C., le Sénat doit faire face à l'insurrection de la plèbe du mont Sacré. Les deux consuls participent aux pourparlers entre les patriciens et les plébéiens, qui veulent créer une autre ville. La délégation est menée par Agrippa Menenius Lanatus qui emploie le fameux apologue « les membres et l'estomac » grâce auquel il tente de montrer que la cité ne peut exister sans la plèbe, mais que, en retour la plèbe ne peut vivre sans la cité.